# Ектор Міліан
Ектор «Король» Міліан Перес (ісп. Héctor «El Rey» Milián Pérez; нар. 14 травня 1968, Пінар-дель-Ріо) — кубинський борець греко-римського стилю, чемпіон, триразовий срібний та бронзовий призер чемпіонатів світу, дев'ятиразовий чемпіон та триразовий срібний призер Панамериканських чемпіонатів, чотириразовий чемпіон Панамериканських ігор, чемпіон Центральноамериканських і Карибських ігор, чотириразовий володар, дворазовий срібний та бронзовий призер Кубків світу, чемпіон Олімпійських ігор. Перший кубинський Олімпійський чемпіон з боротьби. У 2016 році включений до Всесвітньої Зали слави Міжнародної федерації об'єднаних стилів боротьби.

## Життєпис
Боротьбою почав займатися з 1981 року. У 1986 році став чемпіоном світу серед юніорів. У 1988 році виграв Кубок світу з боротьби серед молоді.
Виступав за борцівський клуб «Cerro Pelado», Гавана. Тренер — Педро Валь — з 1995.

## Спортивні результати на міжнародних змаганнях

### Виступи на Олімпіадах
| Змагання                    | Збірна | Вагова категорія                  | Місце  |
| --------------------------- | ------ | --------------------------------- | ------ |
| Літні Олімпійські ігри 1992 | Куба   | греко-римська боротьба, до 100 кг | Золото |
| Літні Олімпійські ігри 1996 | Куба   | греко-римська боротьба, до 100 кг | 5      |
| Літні Олімпійські ігри 2000 | Куба   | греко-римська боротьба, до 130 кг | 5      |

### Виступи на Чемпіонатах світу
| Змагання                        | Збірна | Вагова категорія                  | Місце  |
| ------------------------------- | ------ | --------------------------------- | ------ |
| Чемпіонат світу з боротьби 1987 | Куба   | греко-римська боротьба, до 100 кг | 7      |
| Чемпіонат світу з боротьби 1990 | Куба   | греко-римська боротьба, до 100 кг | 5      |
| Чемпіонат світу з боротьби 1991 | Куба   | греко-римська боротьба, до 100 кг | Золото |
| Чемпіонат світу з боротьби 1994 | Куба   | греко-римська боротьба, до 130 кг | Срібло |
| Чемпіонат світу з боротьби 1995 | Куба   | греко-римська боротьба, до 100 кг | Срібло |
| Чемпіонат світу з боротьби 1997 | Куба   | греко-римська боротьба, до 130 кг | Бронза |
| Чемпіонат світу з боротьби 1998 | Куба   | греко-римська боротьба, до 130 кг | 7      |
| Чемпіонат світу з боротьби 1999 | Куба   | греко-римська боротьба, до 130 кг | Срібло |

### Виступи на Панамериканських чемпіонатах
| Змагання                                   | Збірна | Вагова категорія                  | Місце  |
| ------------------------------------------ | ------ | --------------------------------- | ------ |
| Панамериканський чемпіонат з боротьби 1986 | Куба   | греко-римська боротьба, до 100 кг | Срібло |
| Панамериканський чемпіонат з боротьби 1987 | Куба   | греко-римська боротьба, до 100 кг | Золото |
| Панамериканський чемпіонат з боротьби 1988 | Куба   | греко-римська боротьба, до 100 кг | Золото |
| Панамериканський чемпіонат з боротьби 1989 | Куба   | греко-римська боротьба, до 100 кг | Золото |
| Панамериканський чемпіонат з боротьби 1990 | Куба   | греко-римська боротьба, до 100 кг | Золото |
| Панамериканський чемпіонат з боротьби 1991 | Куба   | греко-римська боротьба, до 100 кг | Золото |
| Панамериканський чемпіонат з боротьби 1992 | Куба   | греко-римська боротьба, до 100 кг | Золото |
| Панамериканський чемпіонат з боротьби 1993 | Куба   | греко-римська боротьба, до 100 кг | Золото |
| Панамериканський чемпіонат з боротьби 1997 | Куба   | греко-римська боротьба, до 125 кг | Золото |
| Панамериканський чемпіонат з боротьби 1998 | Куба   | греко-римська боротьба, до 130 кг | Срібло |
| Панамериканський чемпіонат з боротьби 2000 | Куба   | греко-римська боротьба, до 130 кг | Срібло |
| Панамериканський чемпіонат з боротьби 2001 | Куба   | греко-римська боротьба, до 130 кг | Золото |

### Виступи на Панамериканських іграх
| Змагання                  | Збірна | Вагова категорія                  | Місце  |
| ------------------------- | ------ | --------------------------------- | ------ |
| Панамериканські ігри 1987 | Куба   | греко-римська боротьба, до 100 кг | Золото |
| Панамериканські ігри 1991 | Куба   | греко-римська боротьба, до 100 кг | Золото |
| Панамериканські ігри 1995 | Куба   | греко-римська боротьба, до 100 кг | Золото |
| Панамериканські ігри 1999 | Куба   | греко-римська боротьба, до 130 кг | Золото |

### Виступи на Кубках світу
| Змагання                    | Збірна | Вагова категорія                  | Місце  |
| --------------------------- | ------ | --------------------------------- | ------ |
| Кубок світу з боротьби 1986 | Куба   | греко-римська боротьба, до 100 кг | 4      |
| Кубок світу з боротьби 1987 | Куба   | греко-римська боротьба, до 100 кг | Бронза |
| Кубок світу з боротьби 1988 | Куба   | греко-римська боротьба, до 100 кг | Золото |
| Кубок світу з боротьби 1989 | Куба   | греко-римська боротьба, до 100 кг | Золото |
| Кубок світу з боротьби 1990 | Куба   | греко-римська боротьба, до 100 кг | Золото |
| Кубок світу з боротьби 1992 | Куба   | греко-римська боротьба, до 100 кг | Золото |
| Кубок світу з боротьби 1995 | Куба   | греко-римська боротьба, до 130 кг | Срібло |
| Кубок світу з боротьби 1996 | Куба   | греко-римська боротьба, до 130 кг | Срібло |

### Виступи на інших змаганнях
| Змагання                                     | Збірна | Вагова категорія                  | Місце  |
| -------------------------------------------- | ------ | --------------------------------- | ------ |
| Центральноамериканські і Карибські ігри 1993 | Куба   | греко-римська боротьба, до 100 кг | Золото |
| Золотий Гран-прі з боротьби 1987             | Куба   | греко-римська боротьба, до 100 кг | Срібло |
| Гала гран-прі FILA 1987                      | Куба   | греко-римська боротьба, до 100 кг | 5      |
| Тестовий турнір FILA 1998                    | Куба   | греко-римська боротьба, до 130 кг | Золото |

### Виступи на змаганнях молодших вікових груп
| Змагання                                      | Збірна | Вагова категорія                  | Місце  |
| --------------------------------------------- | ------ | --------------------------------- | ------ |
| Чемпіонат світу з боротьби серед юніорів 1986 | Куба   | греко-римська боротьба, до 130 кг | Золото |
| Кубок світу з боротьби серед молоді 1988      | Куба   | греко-римська боротьба, до 100 кг | Золото |